# Morschwiller-le-Bas
Morschwiller-le-Bas je občina v departmaju Haut-Rhin francoske regije Alzacija.
Leta 1990 je v občini živelo 2 445 oseb oz. 324 oseb/km².